# Elecciones al Senado de Argentina de 1925
Las Elecciones al Senado de la Nación Argentina de 1925 fueron realizadas a lo largo del mencionado año por las Legislaturas de las respectivas provincias para renovar 10 de las 30 bancas del Senado de la Nación.
Dado el golpe de Estado del 6 de septiembre de 1930, ninguno de los electos en esta elección finalizó su mandato.

## Cargos a elegir
| Provincia           | Senado    | Senado    |
| Provincia           | Senadores | A renovar |
| ------------------- | --------- | --------- |
| Buenos Aires        | 2         | —         |
| Capital Federal     | 2         | —         |
| Catamarca           | 2         | 1         |
| Córdoba             | 2         | 1         |
| Corrientes          | 2         | 1         |
| Entre Ríos          | 2         | 2         |
| Jujuy               | 2         | —         |
| La Rioja            | 2         | 2         |
| Mendoza             | 2         | —         |
| Salta               | 2         | 2         |
| San Juan            | 2         | 1         |
| San Luis            | 2         | —         |
| Santa Fe            | 2         | —         |
| Santiago del Estero | 2         | —         |
| Tucumán             | 2         | —         |
| Total               | 30        | 10        |

## Resultados
| Partido         | Partido                               | Bancas |
| --------------- | ------------------------------------- | ------ |
|                 | Unión Cívica Radical Antipersonalista | 5/10   |
|                 | Unión Provincial                      | 2/10   |
|                 | Partido Demócrata de Córdoba          | 1/10   |
|                 | Partido Liberal de Corrientes         | 1/10   |
| Bancas vacantes | Bancas vacantes                       | 1/10   |

## Resultados por provincia
| Provincia  | Senador electo                   | Partido                          | Partido                               |
| ---------- | -------------------------------- | -------------------------------- | ------------------------------------- |
| Catamarca  | Alejandro Ruzo                   |                                  | Unión Cívica Radical Antipersonalista |
| Córdoba    | Augusto M. Funes                 |                                  | Partido Demócrata de Córdoba          |
| Corrientes | Evaristo Pérez Virasoro          |                                  | Partido Liberal de Corrientes         |
| Entre Ríos | Leopoldo Melo                    |                                  | Unión Cívica Radical Antipersonalista |
| Entre Ríos | Luis Etchevehere                 |                                  | Unión Cívica Radical Antipersonalista |
| La Rioja   | Héctor de la Fuente              |                                  | Unión Cívica Radical Antipersonalista |
| La Rioja   | Carlos Arcadio Vallejo           |                                  | Unión Cívica Radical Antipersonalista |
| Salta      | Carlos Serrey                    |                                  | Unión Provincial                      |
| Salta      | Luis Linares                     |                                  | Unión Provincial                      |
| San Juan   | Vacante hasta el fin del período | Vacante hasta el fin del período | Vacante hasta el fin del período      |

1. 1 2  Desde el 5 de agosto de 1926.